# TRIGA

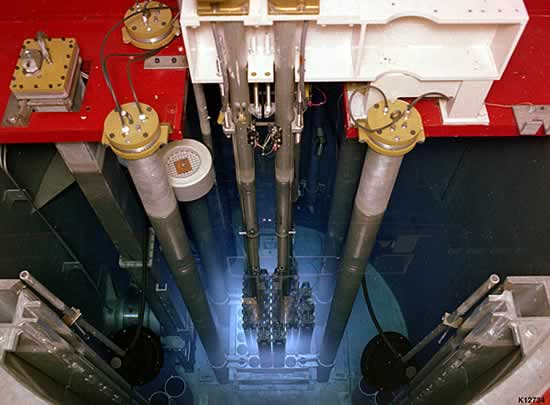
reactorkern van TRIGA

Een TRIGA-reactor is een klasse van kleine bassinreactors van General Atomics ontworpen door Freeman Dyson en Edward Teller.
TRIGA is een acroniem voor Training, Research, Isotopes, General Atomics. De reactor is bedoeld voor onderwijs, onderzoek en om isotopen aan te maken voor medische en technische toepassingen.
De splijtstof bestaat uit uraniumzirkoniumhydride UZrH.
Dit materiaal heeft een negatieve temperatuurcoëfficiënt, waardoor hij zichzelf uitschakelt als hij te heet wordt.
Volgens Frederic de Hoffmann, hoofd van General Atomics, was de reactor "veilig zelfs in handen van een jonge student". 
Oorspronkelijk was hij bedoeld voor hoogverrijkt uranium, maar in 1978 is overgestapt op laagverrijkt uranium.
De eerste TRIGA Mark I ging in dienst te San Diego op mei 1958 en werkte tot 1997.
Er werden 35 TRIGA reactoren geplaatst in de Verenigde Staten en nog eens 35 in andere landen, vooral onder het programma Atoms for Peace van Dwight D. Eisenhower van 1953.
In 1996 werd TRIGA International opgericht als joint venture tussen General Atomics en de dochter CERCA van het Franse Areva. Sindsdien produceert de fabriek van CERCA te Romans-sur-Isère splijtstof voor TRIGA.